# Скьявонетти, Луиджи
Луиджи Скьявонетти (итал. Luigi Schiavonetti; 1 апреля 1765[…], Бассано-дель-Граппа, Венеция — 7 июня 1810[…], Лондон) — итальянский гравёр, мастер офорта, работавший в Великобритании.

## Биография
Родился в 1765 году в Бассано-дель-Граппа в Венецианской республике. По материнской линии приходился племянником гравёру Теодоро Вьеро. После нескольких лет обучения искусству он был нанят Тестолини, гравёром весьма посредственных способностей, для выполнения имитаций работ Бартолоцци, которые Тестолини выдавал за свои собственные. Несмотря на это, Бартолоцци, в то время работавший в Лондоне, узнав о деятельности Тестолини, в 1790 году предложил тому должность своего помощника. Когда же выяснилось, что манеру Бартолоцци удачно имитировал не сам Тестолини, его ученик Скьявонетти, это место досталось ему. 
Начиная с 1790 года Скьявонетти работал в Лондоне. Среди его работ известны:
- Гравированный портрет генерала Бонапарта, ставший первым его изображением, распространявшимся в Британии;
- Гравированный портрет художницы Марии Косуэй с рисунка её мужа Ричарда Косуэя;
- Гравюра с изображением Сражения на реке Адде, которая распространялась, в том числе, в раскрашенном варианте;
- По меньшей мере две гравюры с оригиналов Ван Дейка и Микеланджело;
- Гравюра «Троил и Крессида» (по пьесе Шекспира, с оригинала Ангелики Кауфман);
- Гравированный портрет Уильяма Блейка (с оригинала Т. Филиппса) и серия офортов, иллюстрирующих поэму Р. Блэра «Могила» (с оригиналов Уильяма Блейка);

И множество других.
В конце жизни Скьявонетти работал над гравюрой, изображающей конную процессию героев произведения Дж. Чосера «Кентерберийские рассказы» (с картины Томаса Стотарда), однако скончался в 1810 году, и гравюру пришлось завершать другим.
У Луиджи Скьявонетти был брат Николо, также гравёр, работавший с ним вместе, и, по всей видимости не надолго его переживший.

## Галерея

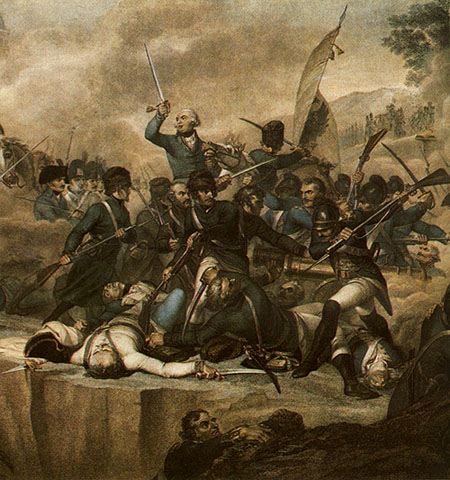
Сражение на реке Адде
Троил и Крессида
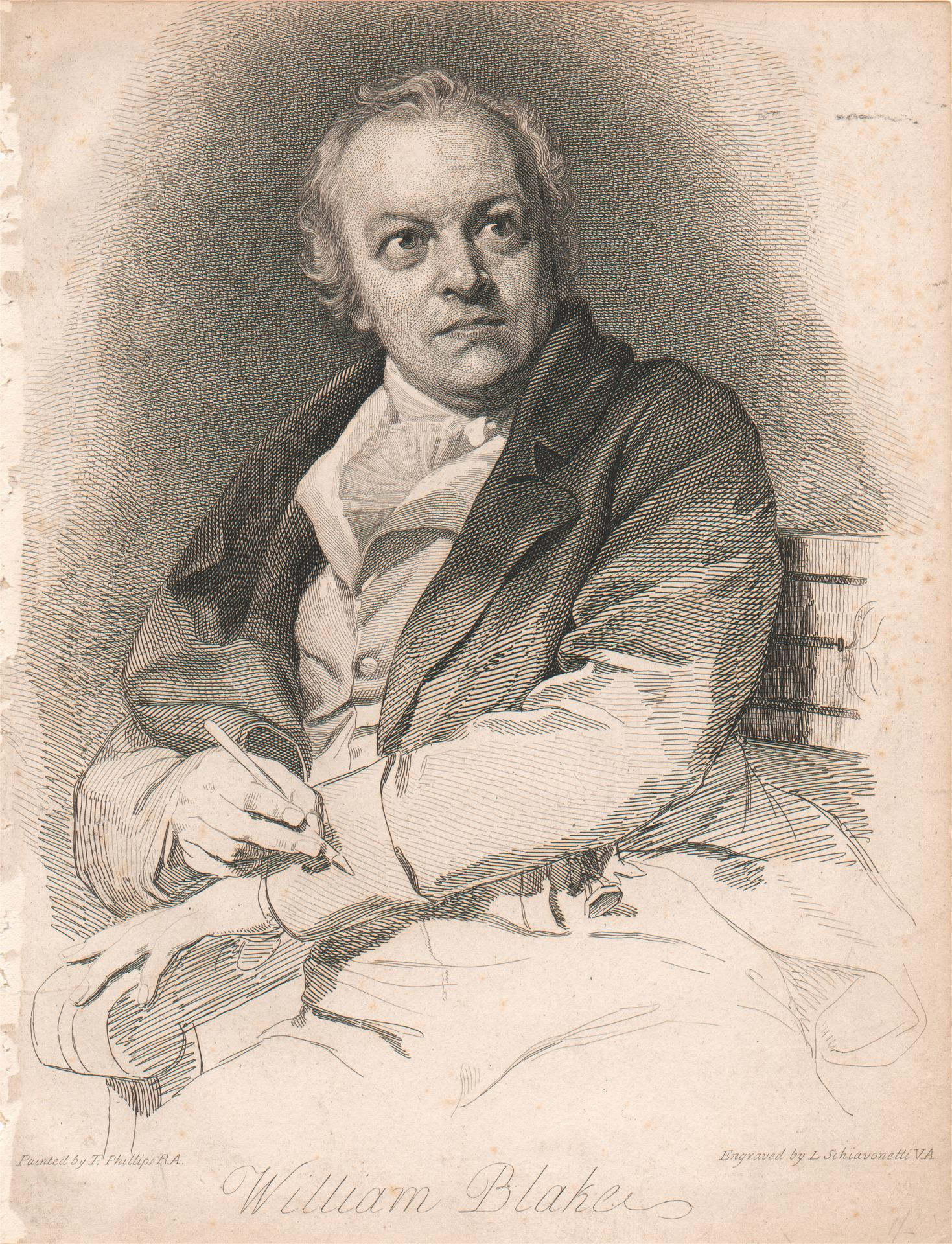
Портрет Уильяма Блейка
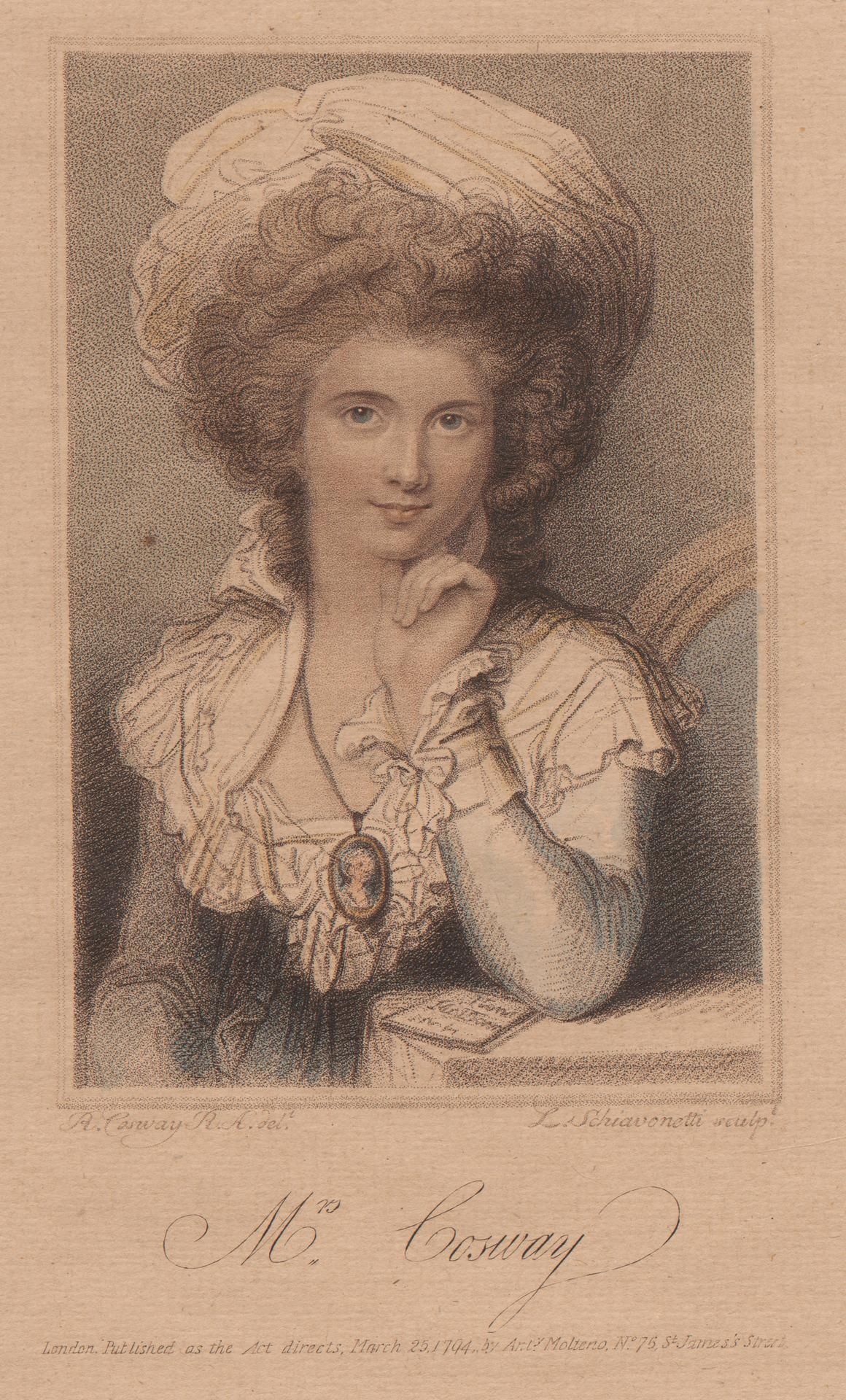
Портрет художницы Марии Косуэй
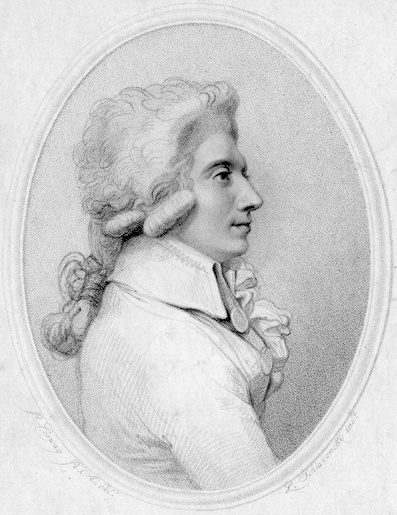
Портрет Луиджи Маркези
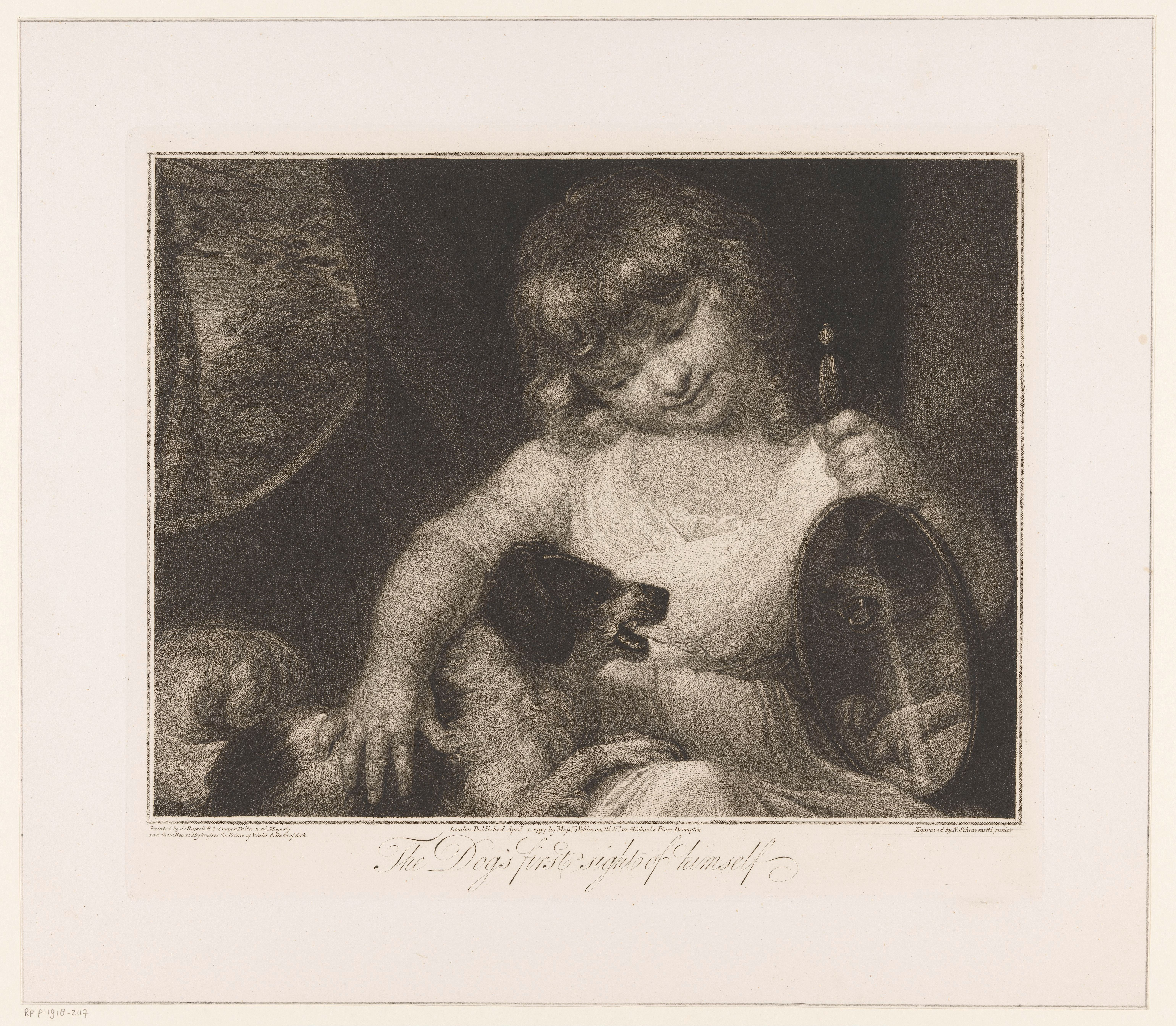
Собака впервые видит саму себя в зеркале (с оригинала Джона Расселла)
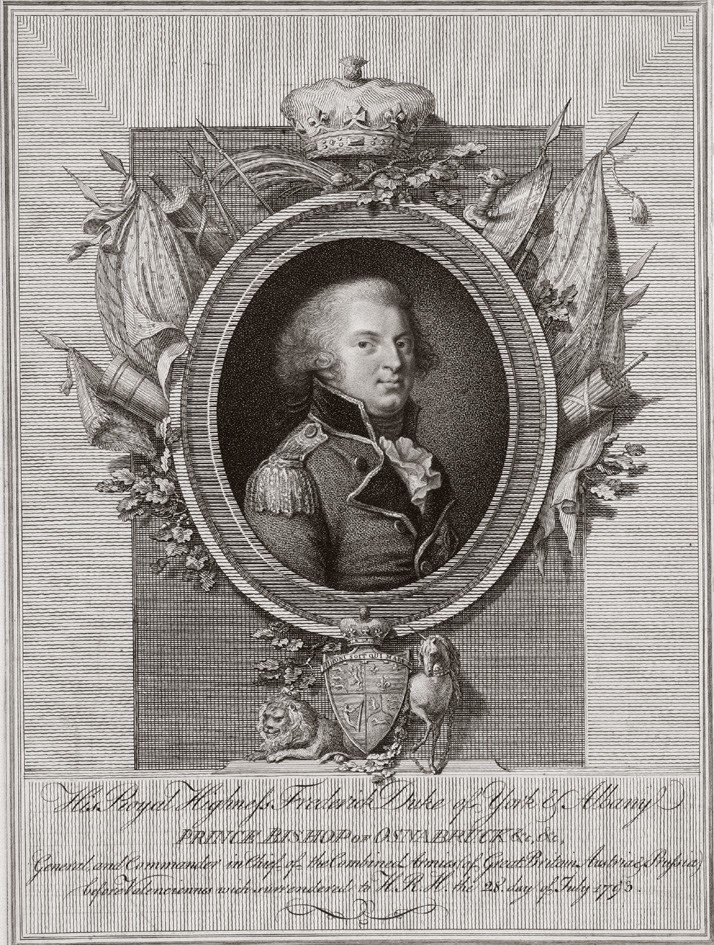
Портрет принца Фредерика, герцога Йоркского
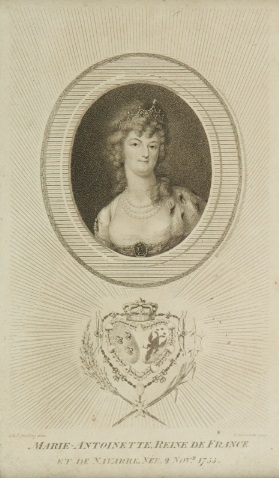
Портрет королевы Марии Антуанетты
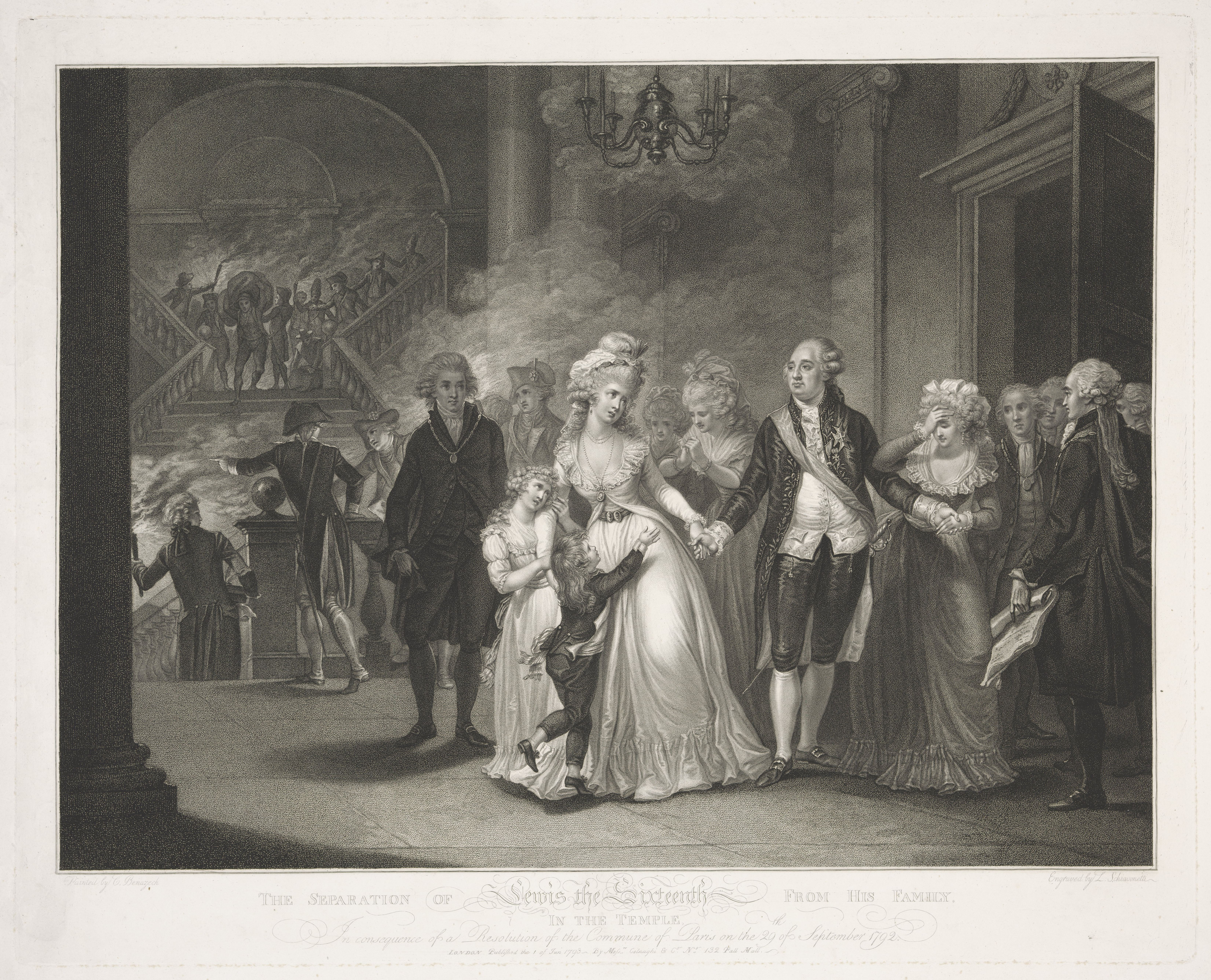
Разлука Людовика XVI с семейством
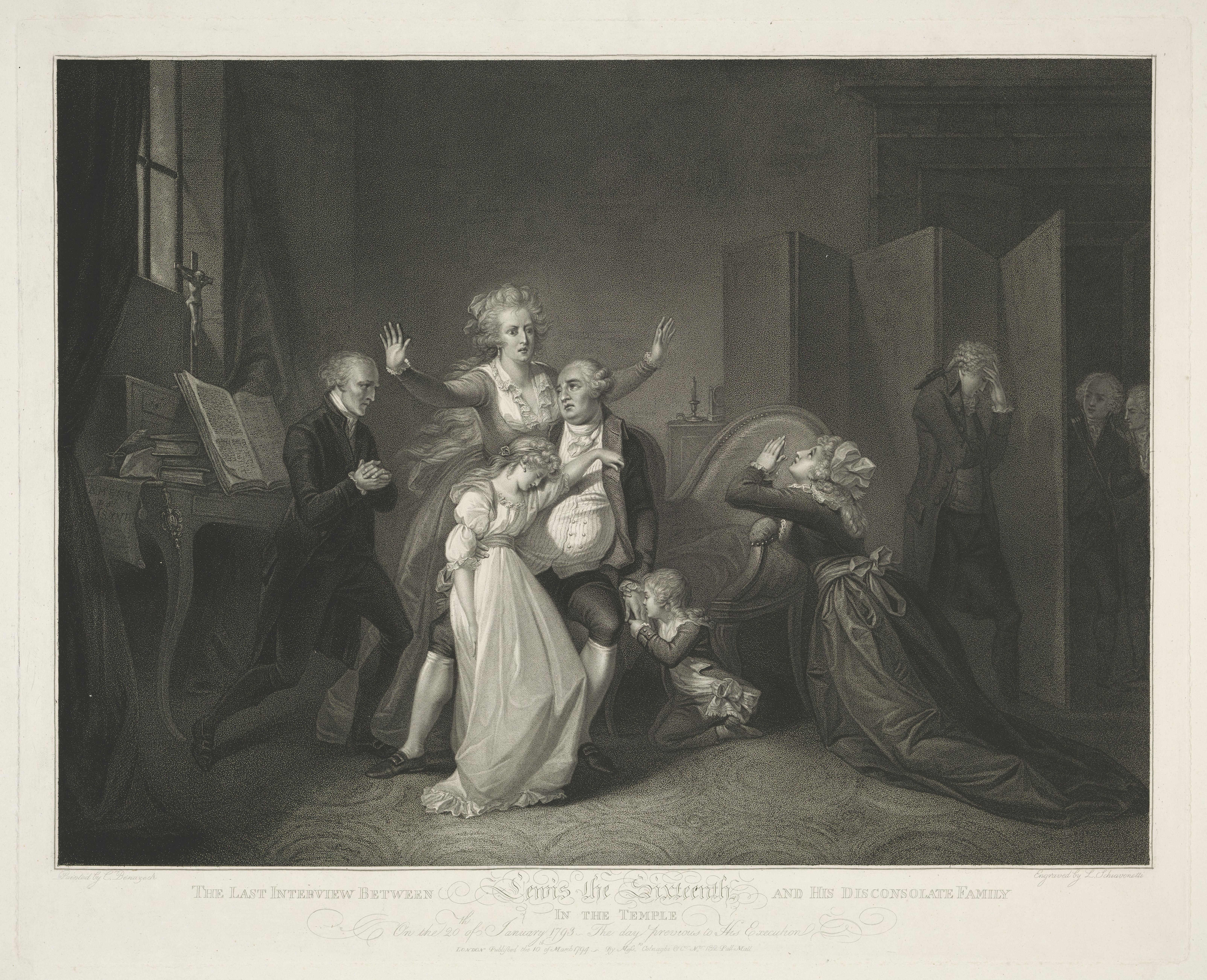
Последнее свидание короля Людовика XVI с семьёй
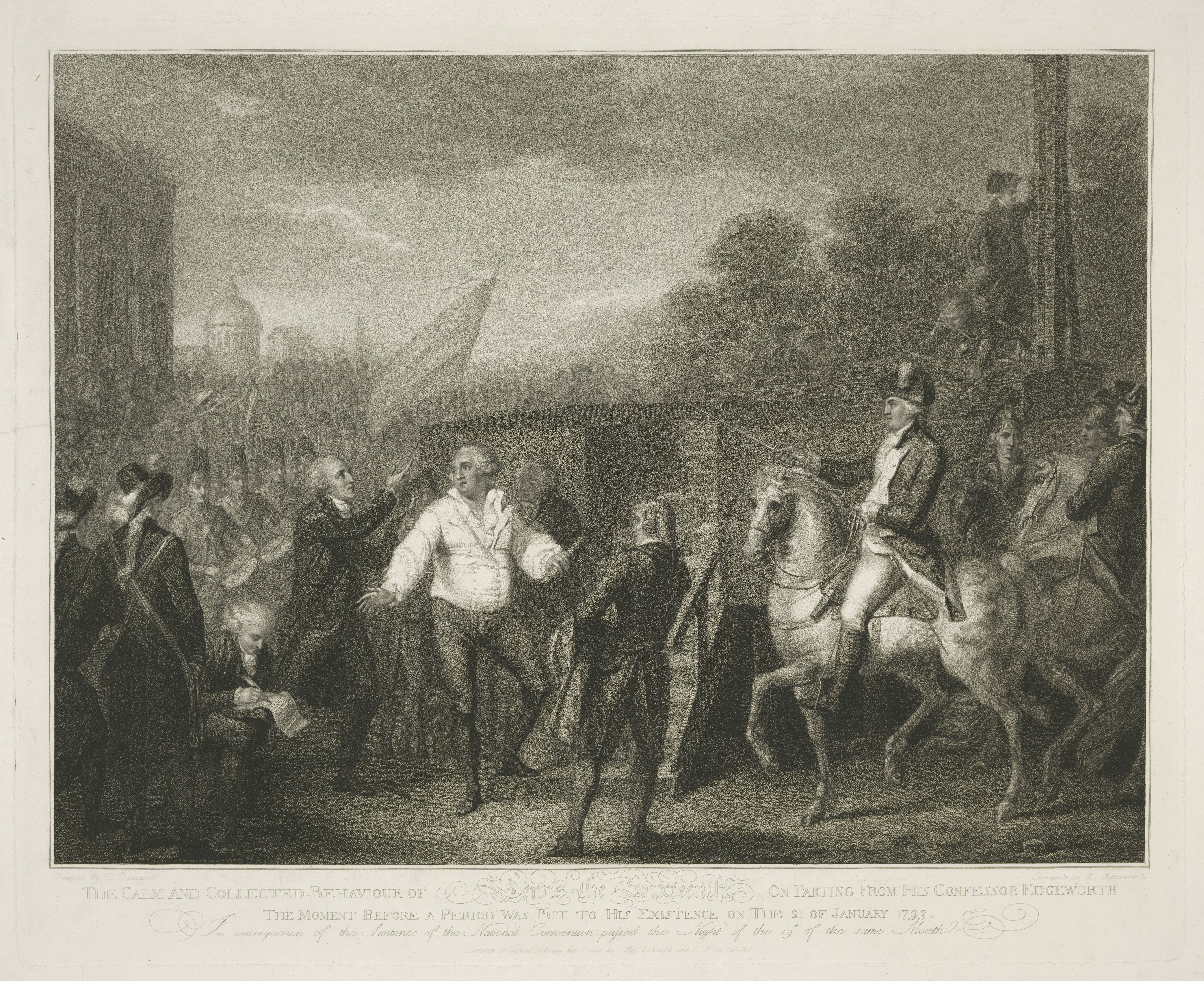
Казнь короля Людовика XVI
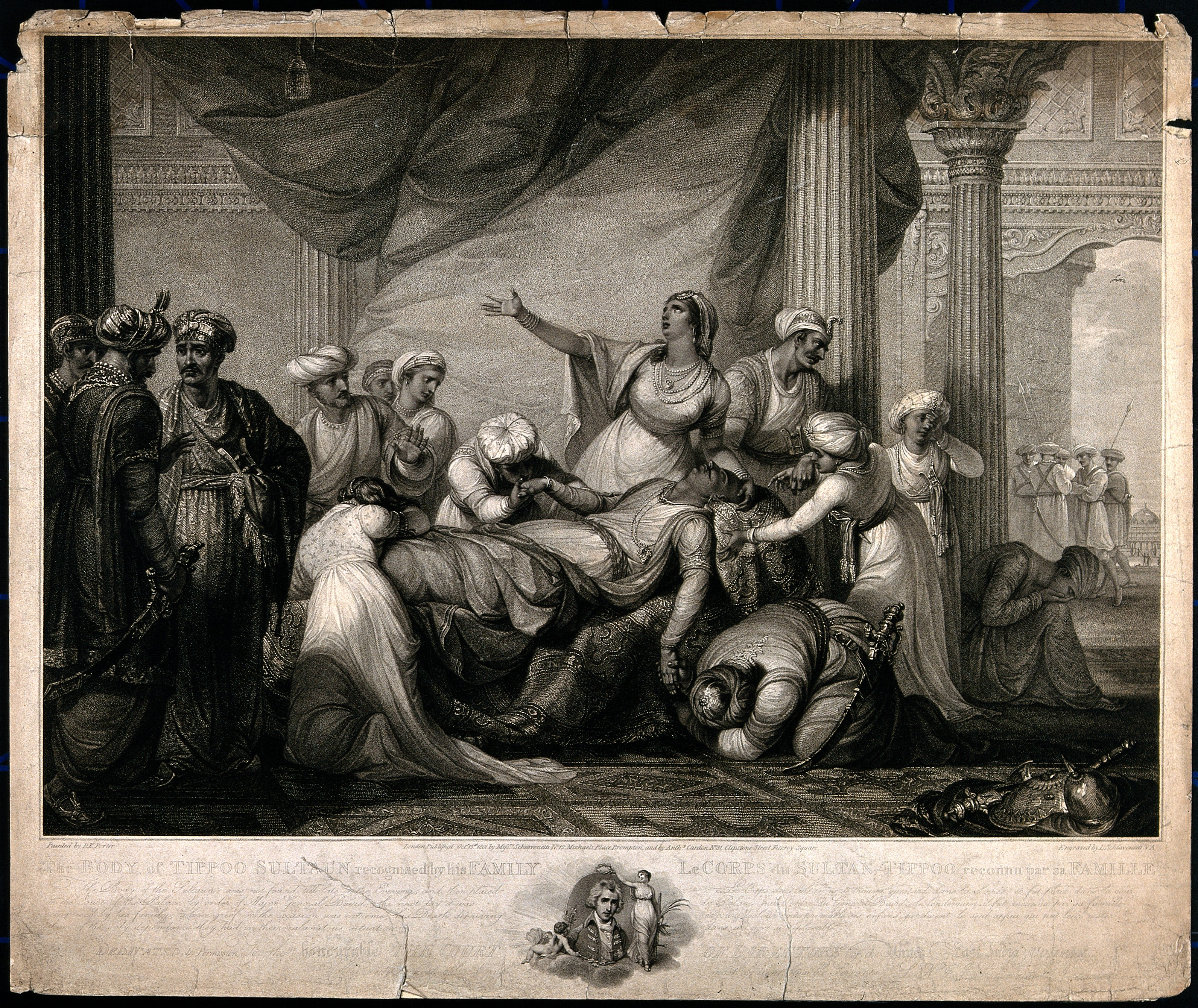
Оплакивание Типу Султана (с оригинала Роберта Кера Портера)
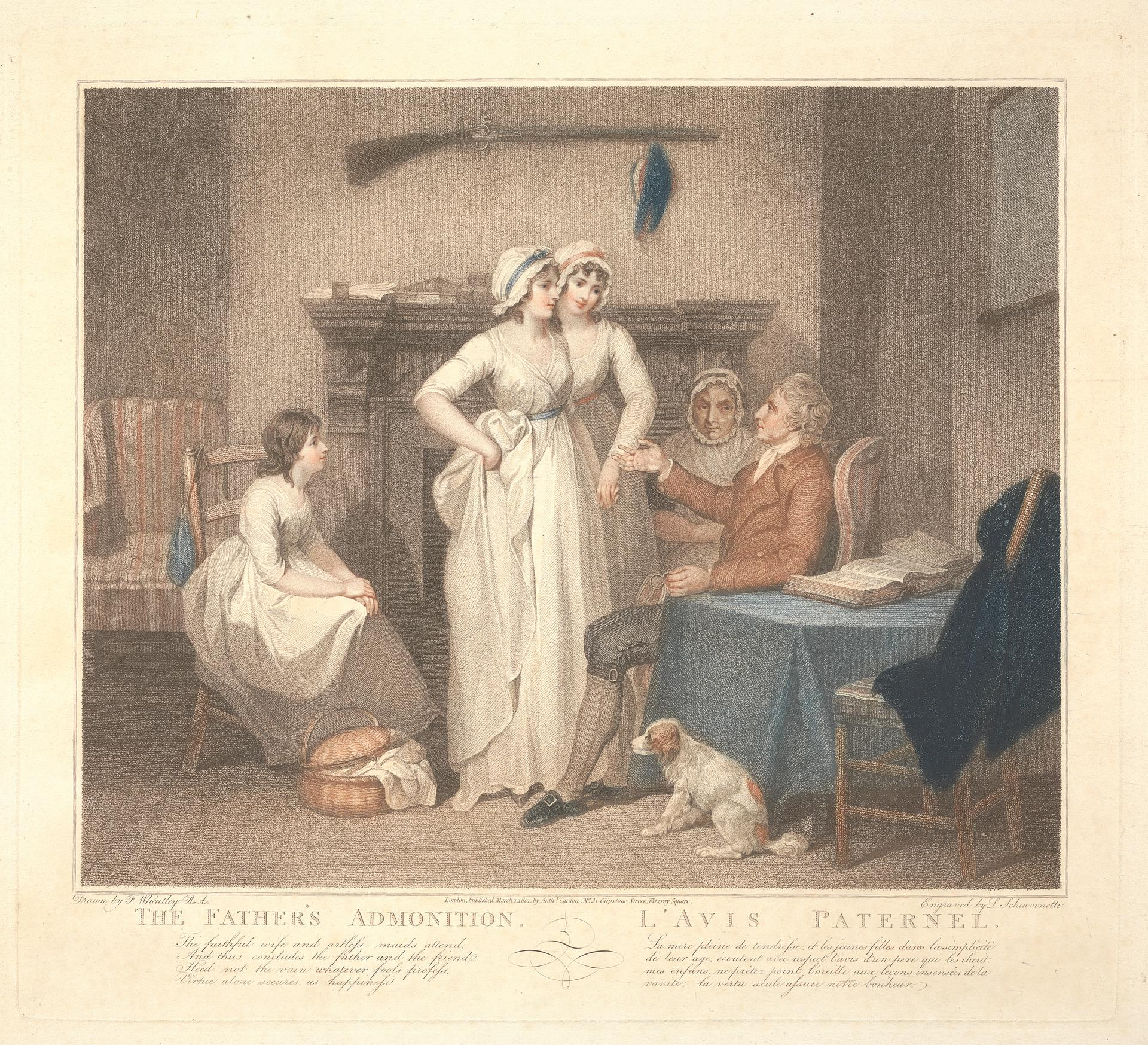
Отцовское наставление
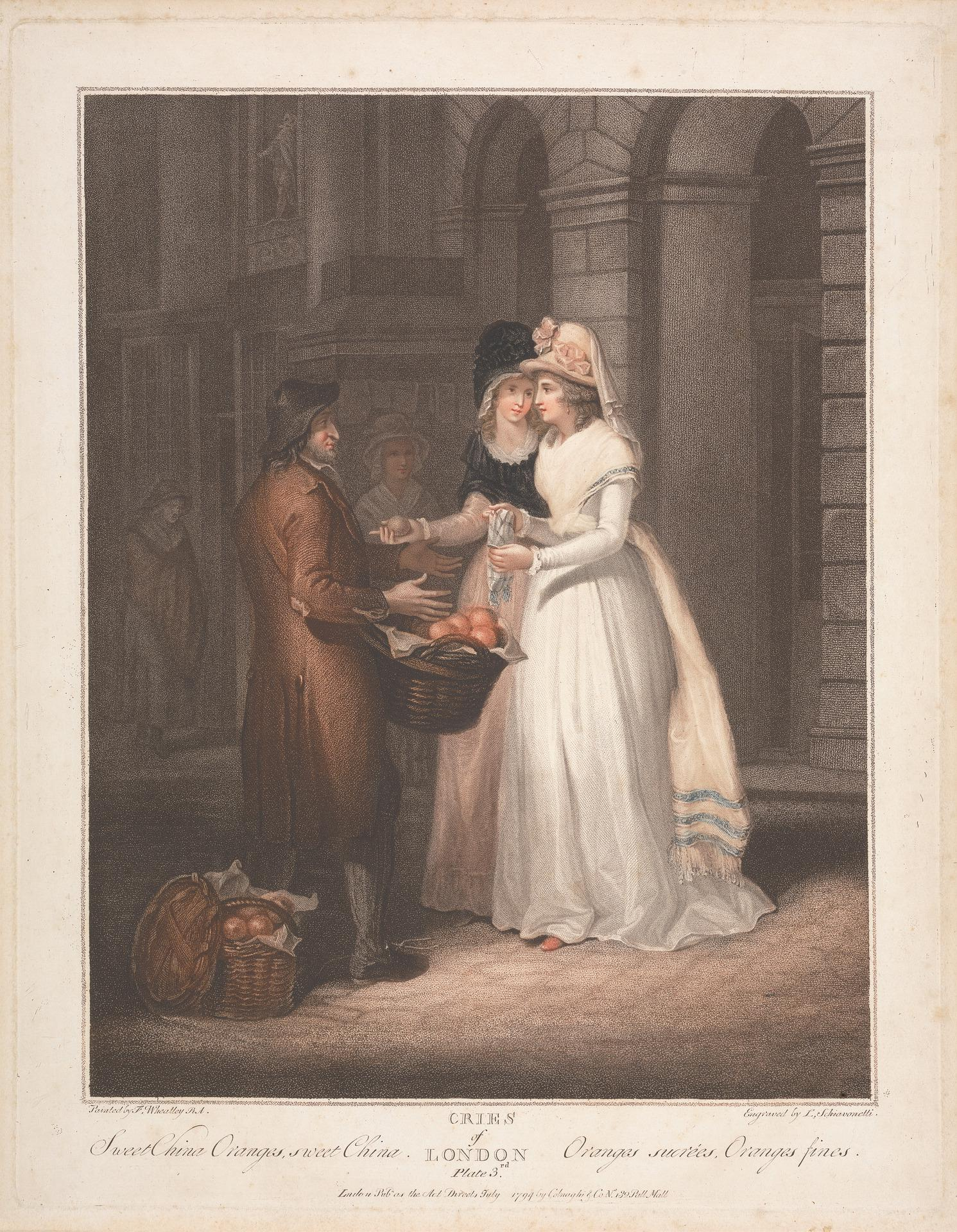
Лондонский разносчик, торгующий «сладкими китайскими апельсинами»
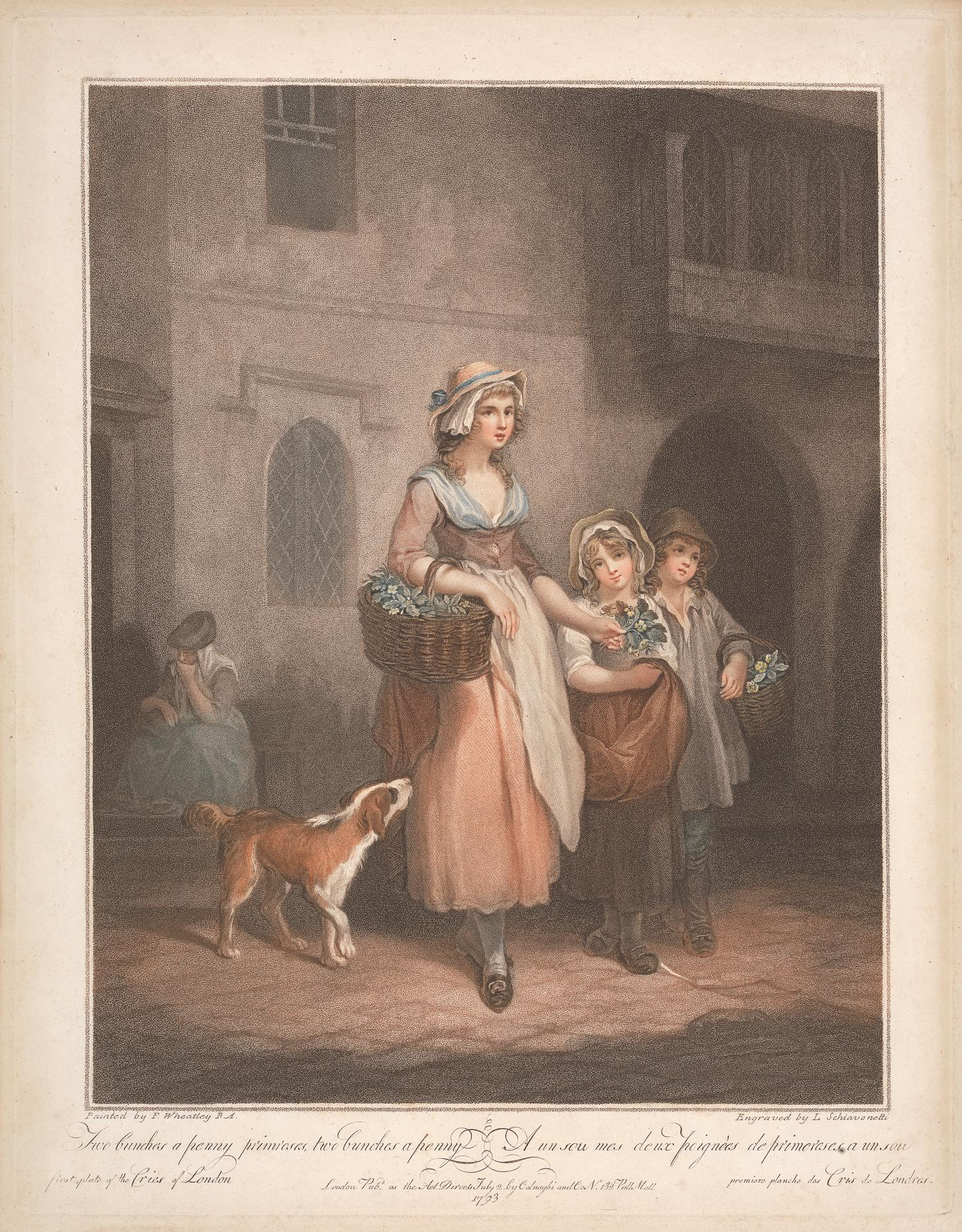
Торговка первоцветами («Два букета за пенни»)
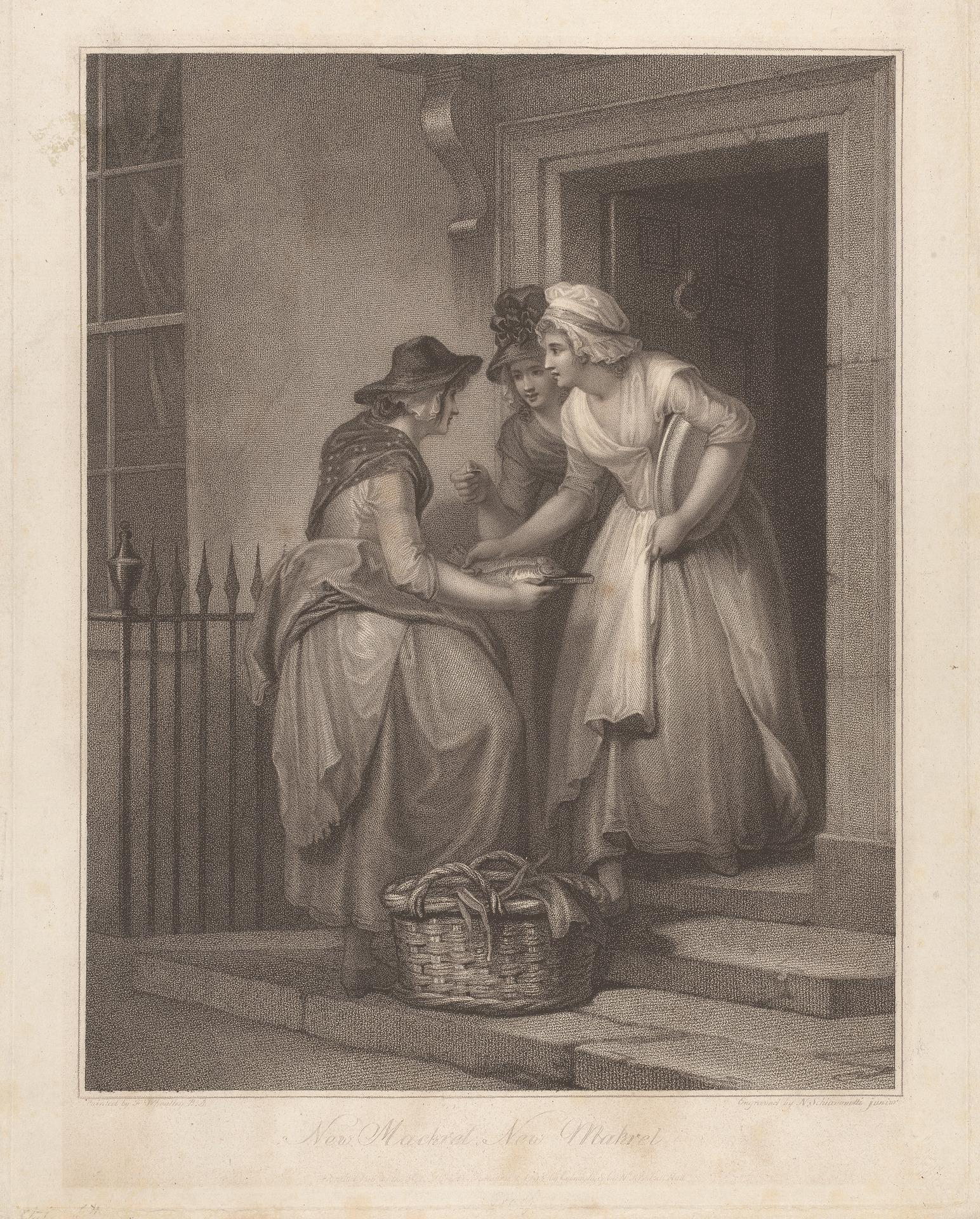
Торговка свежей макрелью